# Gråviken

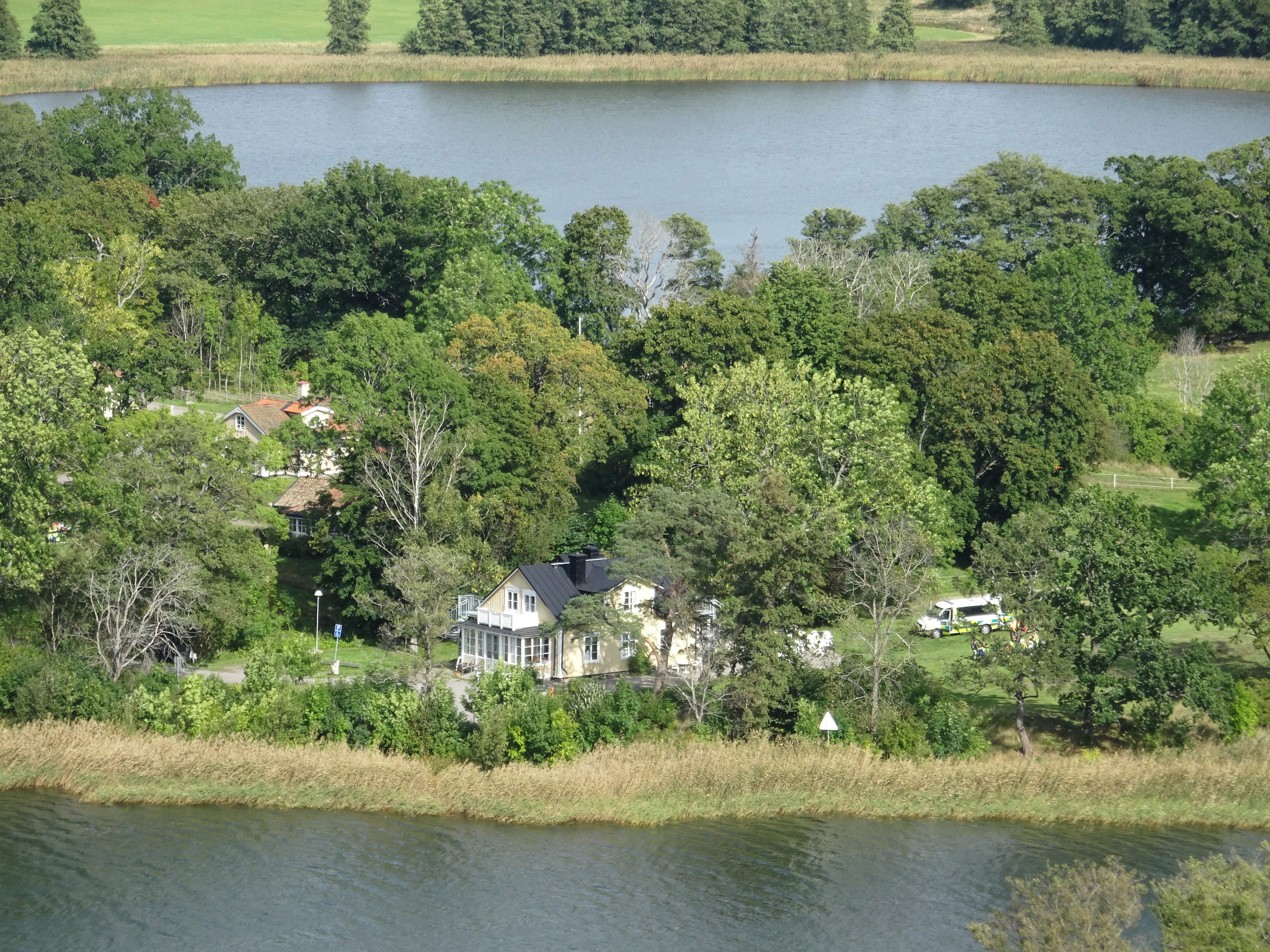
Hustegaholm (närmast) och Gråviken sedda från Ekholmsnäsbacken, 2021.

Gråviken är en vik av Hustegafjärden i kommundelarna Yttringe och Rudboda i Lidingö kommun, Stockholms län. Gråviken utgör en viktig lokal för sjöfågel och bedöms hysa naturvärden av nationellt intresse.

## Namnet
Gråviken, tidigare stavat Grååviken och på mitten av 1700-talet även benämnd Yttringeviken, är uppkallad efter familjenamnet Gråå. Gården Västra Yttringe kom att innehas av familjen Gråå fram till 1907.

## Beskrivning

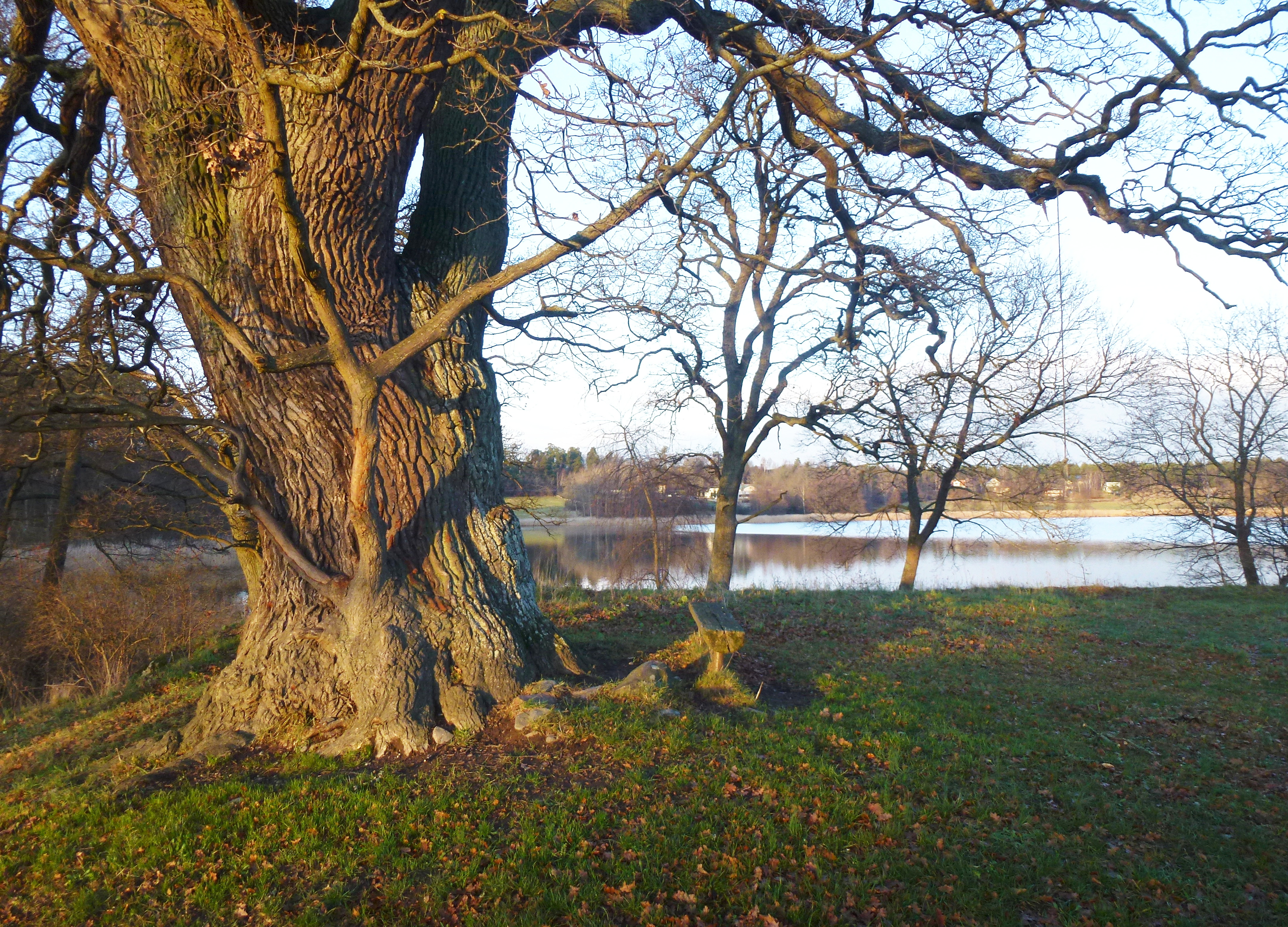
Gråviken sedd från Hustegaholm, 2014.

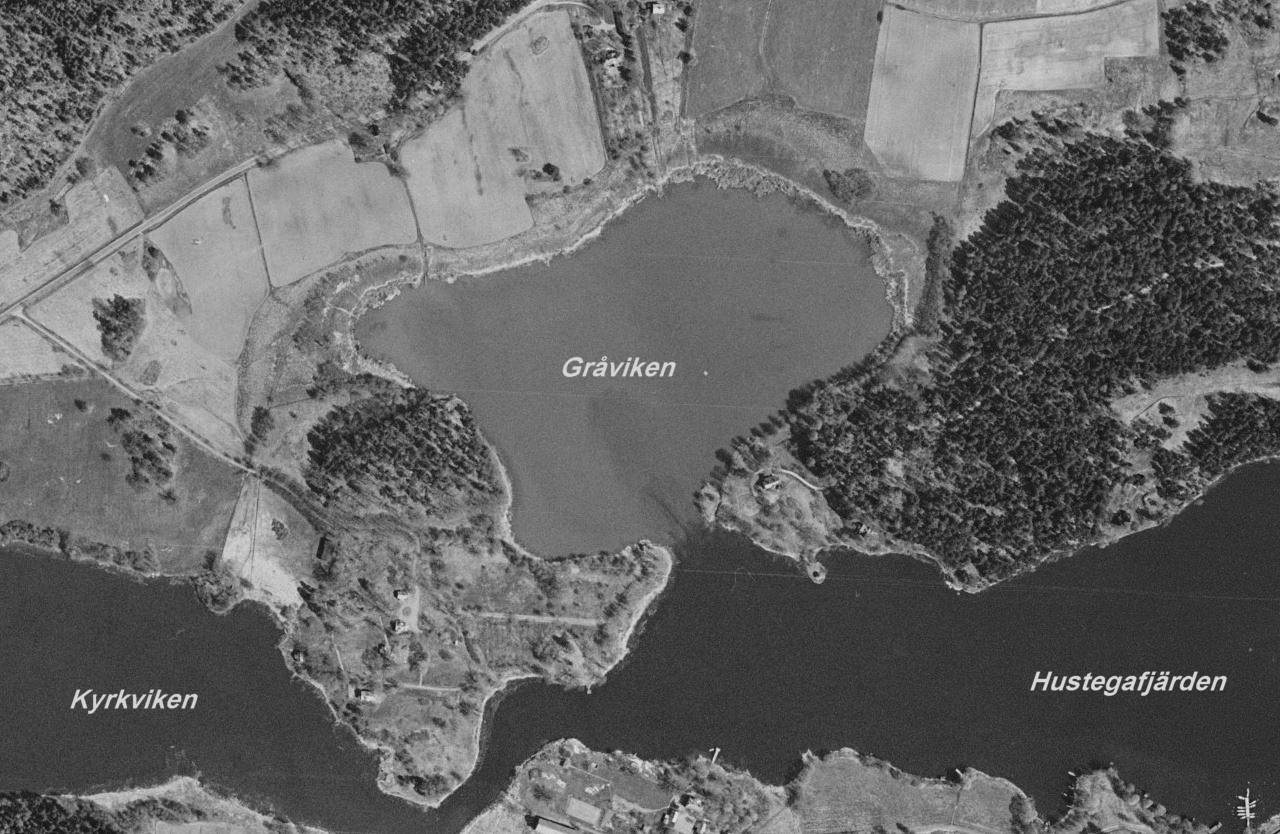
Gråviken, flygfotografi från 1960-talet.

Gråviken är en 14 hektar stor vik med en cirka 40 meter bred och en meter djup mynning mot Hustegafjärden. Viken är trösklad, det vill säga att mynningen fungerar som en tröskel. På grund av landhöjningen håller viken på att växa igen. På 1720-talet var mynningen fortfarande cirka 150 alnar bred (ungefär 90 meter). Mindre partier av vikens stränder består av häll eller alskog men breda vassbälten dominerar. Merparten av vikens yta är grundare än två meter. En djuphåla på cirka fyra meter finns strax innanför mynningen.
Hela Gråviken är ett fågelskyddsområde och ingår i Långängen-Elfviks naturreservat. Från den 1 april till den 31 oktober är det av hänsyn till fågellivet förbjudet att vistas på Gråvikens vatten. Vid Gråvikens norra sida finns en utsiktsplattform och brygga för fågelskådning. Här passerar den nio kilometer långa vandringsleden Elfviksleden. Gråviken är även ett fiskfredningsområde och det är förbjudet att fiska i viken och utanför dess mynning året om.
Med sin rika förekomst av vegetation och sitt isolerade läge utgör Gråviken en mycket viktig rekryteringslokal för varmvattenarter av fisk. Gråviken och Ekholmsnässjön har utpekats som de högst prioriterade att skydda vid till exempel en olje- eller kemikalieolycka i inloppet till Stockholm.
Vid vikens norra sida ligger Västra Yttringe gård (numera plats för Irans ambassad i Stockholm). På Gråvikens sydvästra udde uppfördes 1868 Karlsro med tillhörande sommarvilla från 1880-talet. Karlsro hade fortfarande på 1960-talet en liten badö i vikens mynning som numera är hopväxt med udden. På vikens sydvästra udde ligger Hustegaholms byggnader.

### Bilder

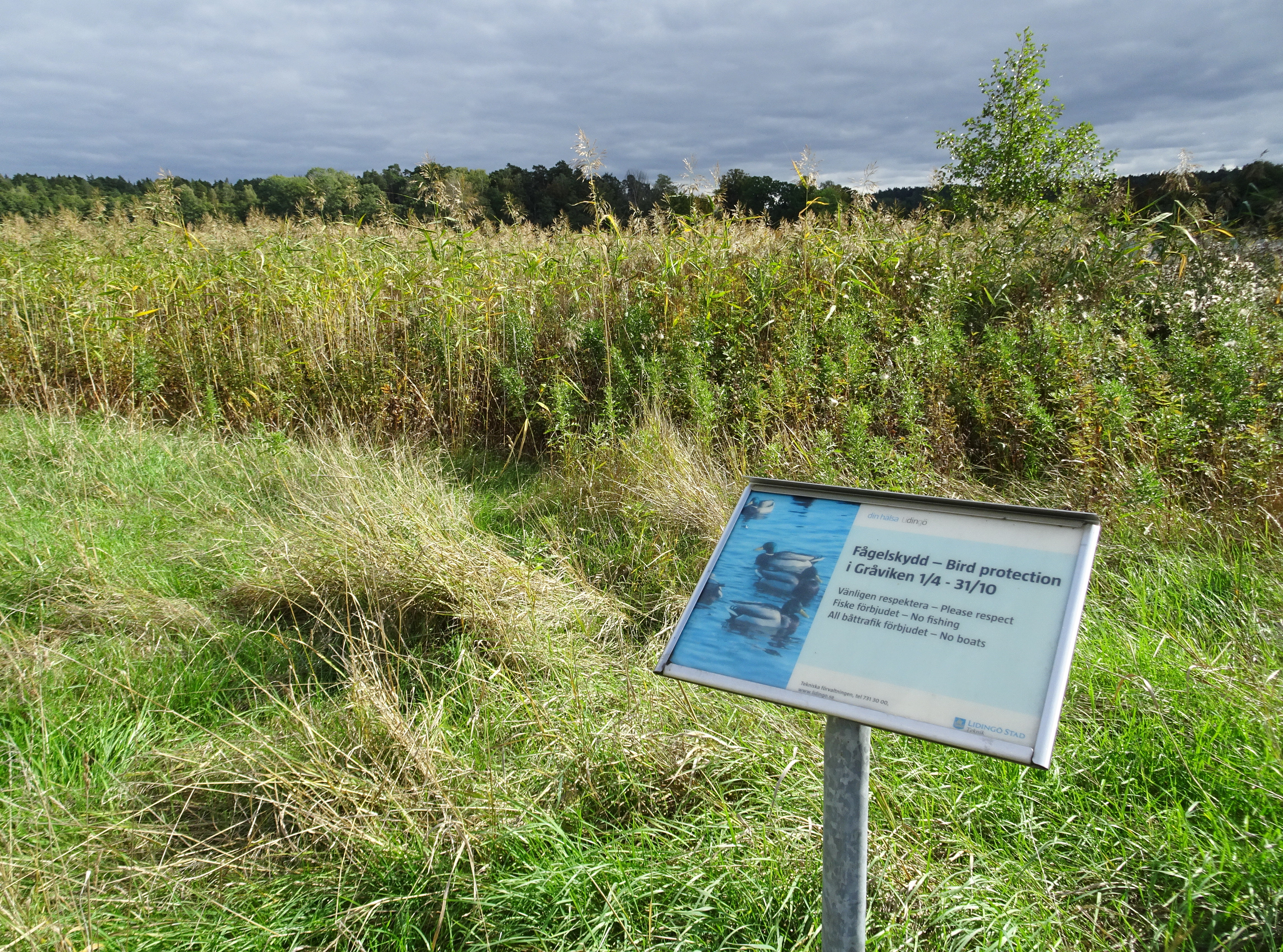
Fågelskydd, skylt.
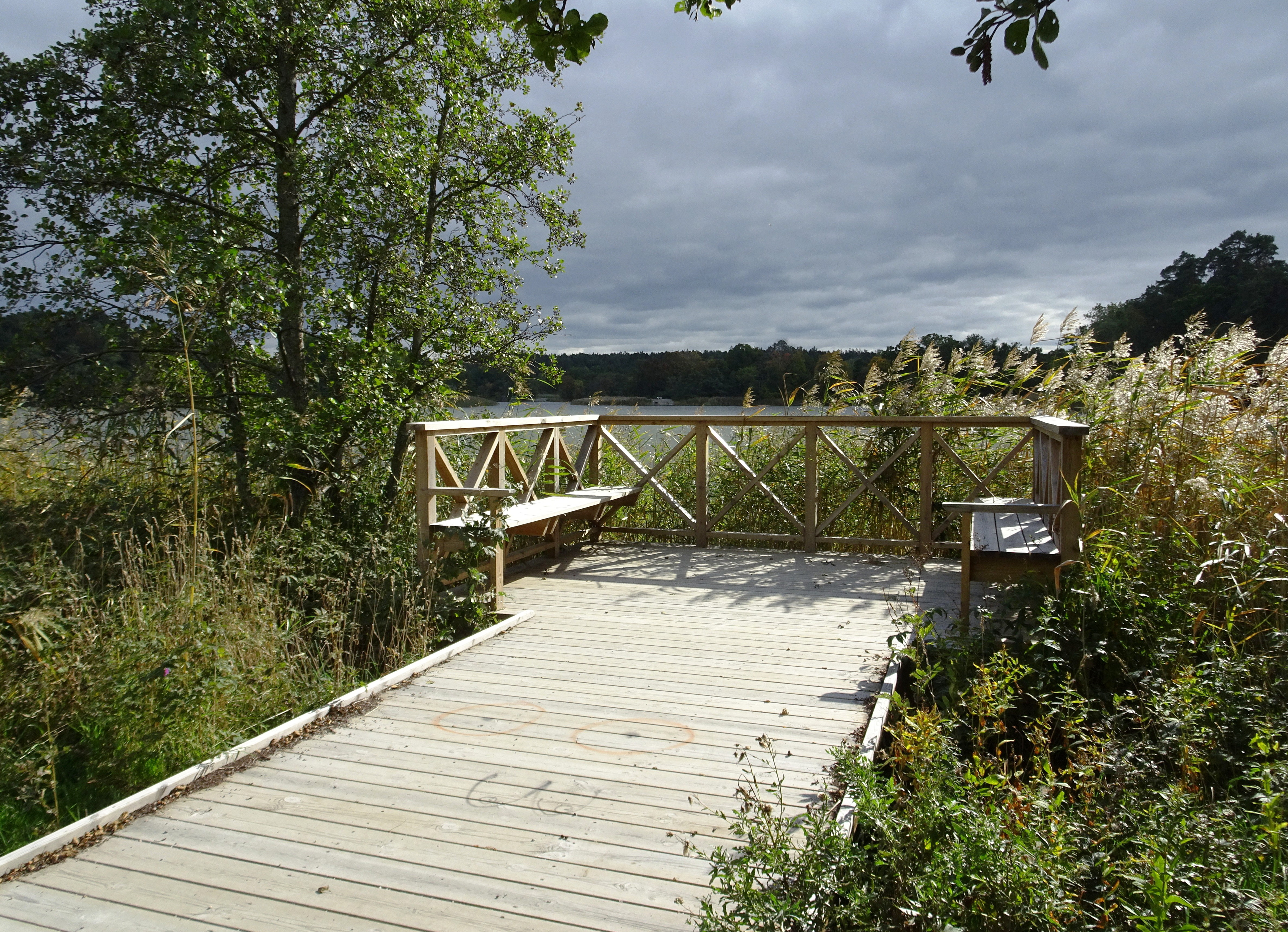
Bryggan för fågelskådning.
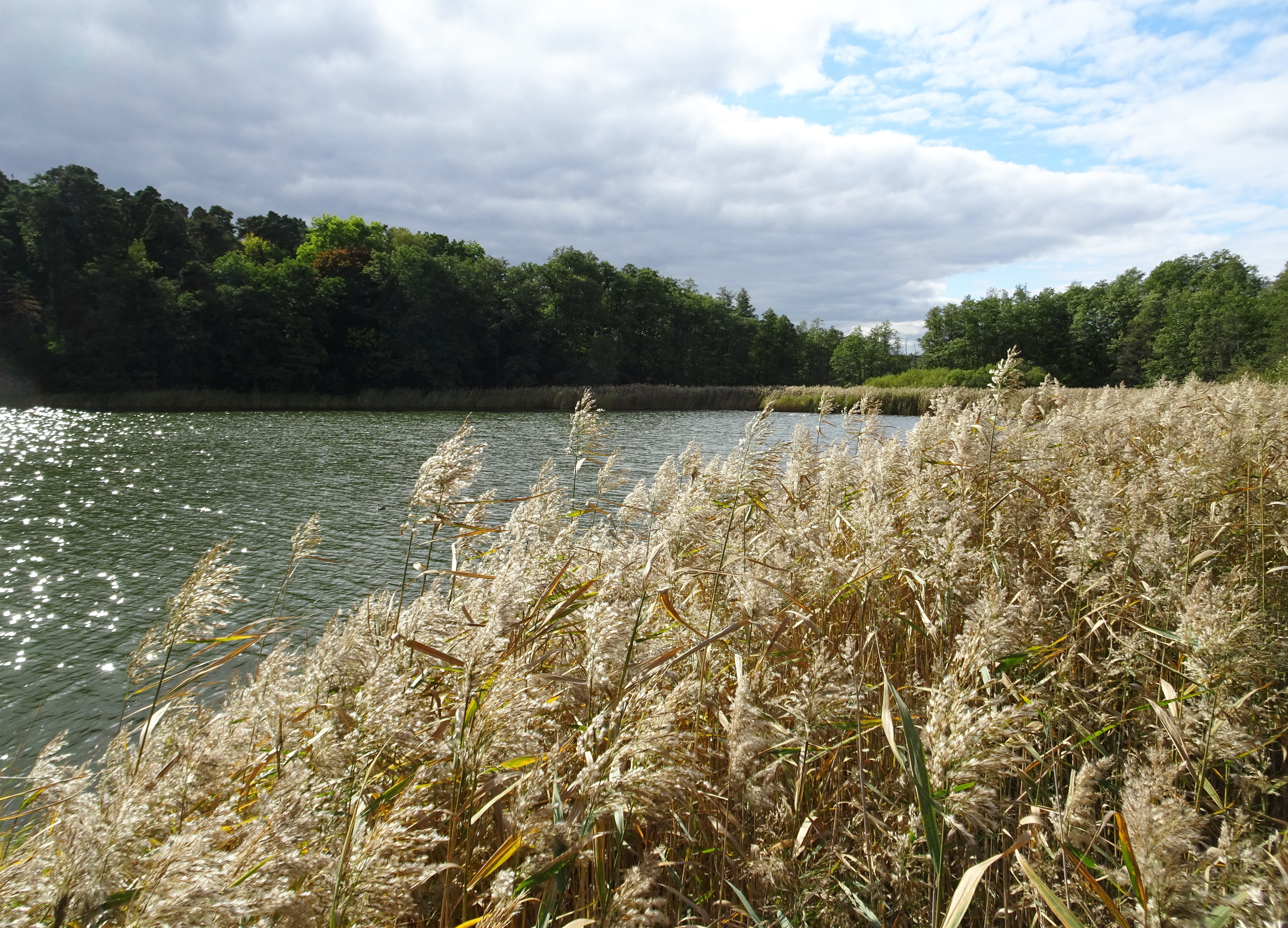
Gråviken mot väster.
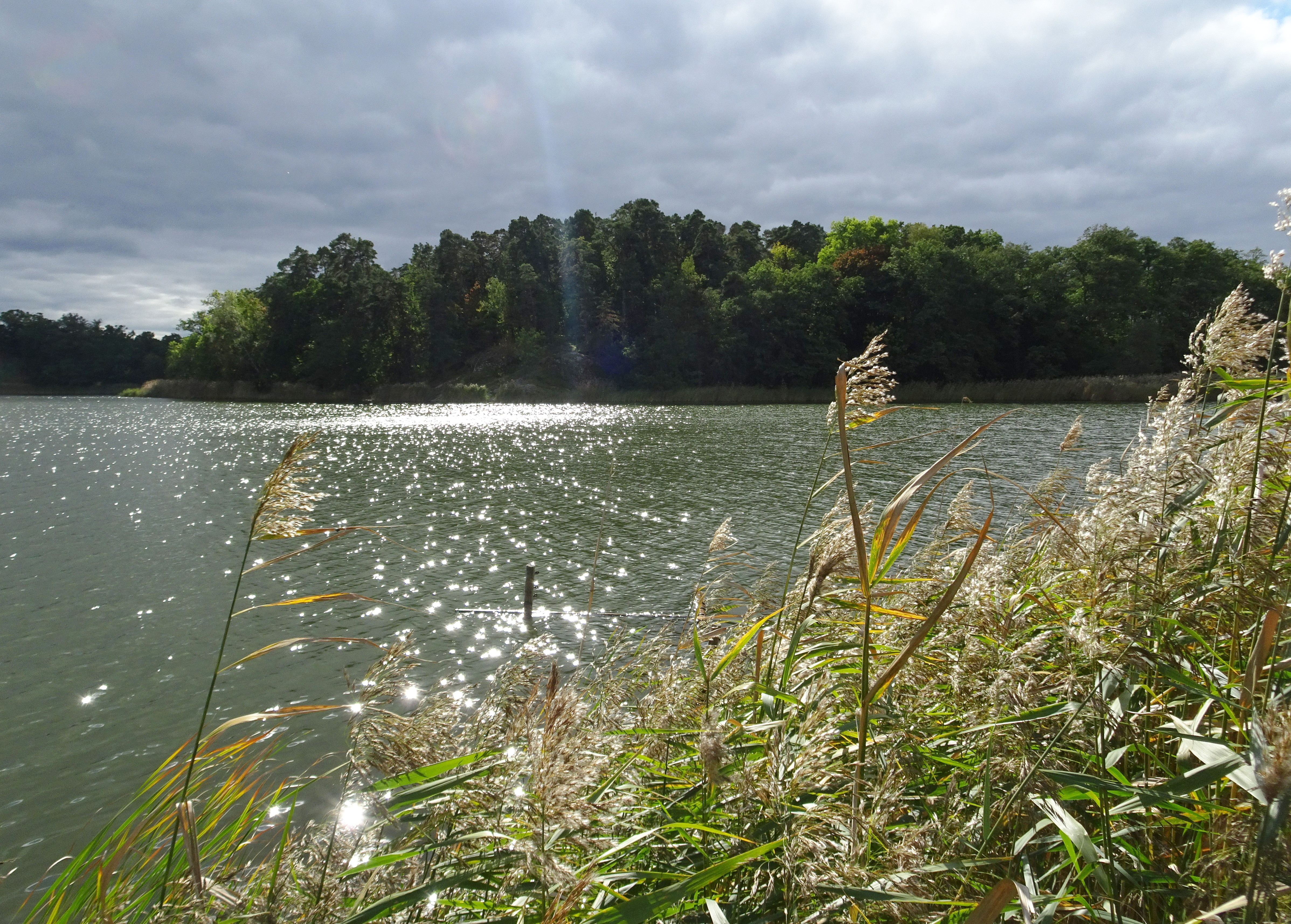
Gråviken mot Hustagaholm.

## Gråviken i konsten

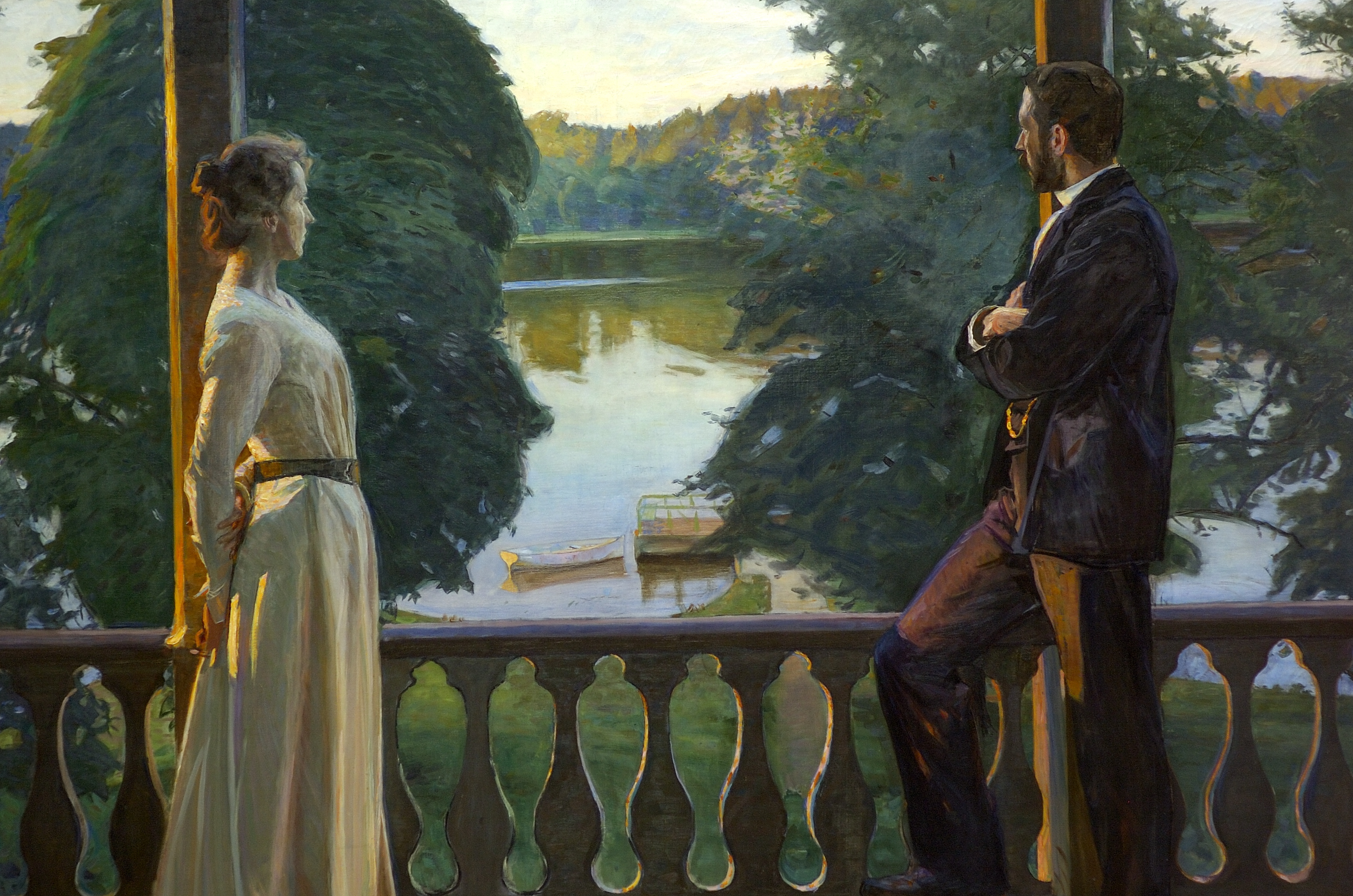
Gråviken på Nordisk sommarkväll, 1899.

Gråviken avbildas tillsammans med Hustegafjärden på Richard Berghs oljemålning Nordisk sommarkväll från 1899. Motivet visar en man och en kvinna som står på Ekholmsnäs gårds altan som finns på byggnadens norrsida. Båda blickar stilla ut över ett fredfullt kvällslandskap medan vikens spegelblanka vatten reflekterar det mjuka skymningsljuset som infaller från väster. Nedanför syns gårdens brygga i Hustegafjärden.
På sin informationstavla vid Ekholmsnäs gård uppger Lidingö stad felaktigt att man ser Kyrkviken från byggnaden. Från gårdens altan kan man dock inte se Kyrkviken utan enbart Hustargafjärden och Gråviken.